# Кука, Павел
Па́вел Ку́ка (чеш. Pavel Kuka; род. 19 июля 1968[…], Прага) — чехословацкий и чешский футболист, игравший на позиции нападающего.

## Карьера

### В клубах
Нападающий Павел Кука начинал свой футбольный путь в молодёжном составе пражской «Славии». Дебютировал в основном составе в первенстве Чехословакии в 1987. С 1987 по 1989 выступал в «Хебе», параллельно проходя военную службу, а после демобилизации вернулся в «Славию». Перед зимним перерывом в сезоне 1993/94 Павел Кука перешёл за сумму 1 750 000 немецких марок в клуб первой Бундеслиги Германии «Кайзерслаутерн», за который забил 8 голов в матчах Бундеслиги и стал серебряным призёром первенства Германии. В 1996 году клуб вылетел из Первой Бундеслиги, однако Кука остался в клубе, за что был вознаграждён сначала возвращением в Бундеслигу, а затем и сенсационным чемпионским титулом на следующий год. В последующие годы Кука стал реже попадать в основной состав и вынужден был покинуть клуб. В 1998 году он закрепился в составе «Нюрнберга», но несмотря на его старания, клуб вылетел из Бундеслиги, и Павлу пришлось опять менять команду — следующим клубом стал «Штутгарт». В 144 играх Бундеслиги итого Павел забил 50 мячей, а во Второй бундеслиге в 25 встречах отличился 15 раз. В сентябре 2000 года Павел вернулся в родную «Славию» и в 2002 году завоевал с ней Кубок Чехии. Через три года Кука объявил о завершении карьеры игрока, хотя несколько раз выступал за любительский клуб «Марила».

### В сборной
Павел Кука провёл суммарно 89 игр за Чехословакию и Чехию и забил 39 голов (за старую страну он провёл 26 матчей и забил 7 голов). Дебют состоялся 29 августа 1990 во встрече с Финляндией. В составе сборной страны он играл на пяти матчах чемпионата Европы 1996 и забил гол головой в ворота сборной России. В составе сборной стал серебряным призёром того первенства, а через четыре года сыграл и на Евро 2000, но там Чехия потерпела оглушительное фиаско, не выйдя из группы и проиграв два первых матча. Последнюю игру провёл 5 сентября 2001 против Мальты.

### После карьеры игрока
В 2005 Павел Кука был назначен спортивным директором клуба «Марила», но через полгода покинул клуб по собственному желанию.

## Личная жизнь
Женат. Есть сын, который вместе с отцом ездил в Англию на чемпионат Европы: после матча с Россией Павел вывел его на поле, причём сын был в отцовской футболке. Также Кука является лицом игры FIFA 2001 (изображён на чешском издании).

## Титулы
- Чемпион Германии: 1998
- Победитель Кубка Германии: 1996
- Победитель Кубка Чехии: 2002
- Вице-чемпион Европы: 1996
- Футболист года в Чехии: 1994